# Raúl Ramírez
Raúl Carlos Ramírez Lozano (* 20. června 1953 Ensenada) je bývalý mexický tenista. Je absolventem Univerzity Jižní Kalifornie, kterou reprezentoval ve vysokoškolském šampionátu USA. Profesionálně hrál od roku 1973 do roku 1983.
Byl 61 týdnů světovou jedničkou ve čtyřhře, jeho nejlepším žebříčkovým postavením ve dvouhře bylo čtvrté místo. Získal 60 turnajových vítězství ve čtyřhře a 18 vítězství ve dvouhře. Na okruhu Grand Prix tennis circuit v roce 1976 jako první v historii vyhrál hodnocení dvouhry i čtyřhry. Ve dvojici s Američanem Brianem Gottfriedem vyhráli mužskou čtyřhru na French Open v letech 1975 a 1977, ve Wimbledonu v roce 1976 a na WCT World Doubles v letech 1975 a 1980. V roce 1977 byli finalisty US Open. Ve dvouhře bylo jeho nejlepším grandslamovým výsledkem semifinále na French Open 1976 a 1977 a ve Wimbledonu 1976.
Po ukončení aktivní kariéry působil jako nehrající kapitán mexického daviscupového týmu, který přivedl v letech 1986 a 1987 do čtvrtfinále světové skupiny.
Jeho manželkou je venezuelská modelka Maritza Sayalero, která získala v roce 1979 titul Miss Universe. Mají tři děti.